# Hacıbozlar, Burhaniye
Hacıbozlar là một xã thuộc huyện Burhaniye, tỉnh Balıkesir, Thổ Nhĩ Kỳ. Dân số thời điểm năm 2010 là 176 người.